# Old Mother Riley's Jungle Treasure
Old Mother Riley's Jungle Treasure è un film del 1951 diretto da Maclean Rogers.

## Trama
Mamma Riley, che lavora in un negozio di antiquariato con la figlia Kitty, scopre nella testiera di un letto una vecchia mappa del tesoro. Con l'aiuto di Morgan il Pirata, madre e figlia partono per i mari del sud, alla ricerca del favoloso tesoro. La caccia si conclude non solo con il ritrovamento di una fortuna: mamma Riley finirà anche per diventare la regina dei nativi locali.

## Produzione
Il film fu prodotto dalla Oakland Films.
Venne girato nel Surrey, ai Nettlefold Studios, Walton-on-Thames.

## Distribuzione
Distribuito dalla Renown Pictures Corporation, uscì nelle sale cinematografiche britanniche nel 1951.
Negli Stati Uniti, con il titolo Jungle Treasure, venne distribuito nel 1999 dalla VCI Home Video in VHS e nel 2010 dalla VCI Entertainment in DVD.